# Rochelle (Sängerin)
Rochelle Perts (* 20. März 1992 in Helmond), meist nur als Rochelle bekannt, ist eine niederländische Popsängerin. Sie ist Gewinnerin der vierten Staffel der niederländischen Version der Castingshow X-Factor.

## Karriere
Rochelle ging aus der Castingshow X-Factor, die von Januar bis Juni 2011 im Programm des Fernsehsenders RTL4 ausgestrahlt wurde, als Gewinnerin hervor. Mit dem Sieg erhielt sie neben einem Fiat 500 einen Plattenvertrag bei Sony BMG. Unmittelbar nach dem Finale erschien ihre Debütsingle No Air, eine Coverversion eines Hits von Jordin Sparks. Damit erreichte sie Platz zwei der Nederlandse Top 40 und Platz eins der Top-100-Charts. Es folgten ein paar kleinere Hits und das Album You vs. Me, das im April 2012 knapp die Top-10 der Charts verpasste. Als Gastsängerin bei Shotgun von Yellow Claw hatte sie im Jahr darauf einen weiteren Top-10-Hit.
Danach wurde es etwas ruhiger um sie, erst 2016 kehrte sie mit der Chartsingle All Night Long zurück. 

## Diskografie
Alben
- You Vs. Me (2012)

Lieder
- No Air (2011)
- Strong (2011)
- What a Life (2012)
- All Night Long (2016)

Gastbeiträge
- Body Language (Ride) / The Partysquad featuring Rochelle and Jayh
- Shotgun / Yellow Claw featuring Rochelle
- Light Years / Yellow Claw featuring Rochelle
- Dreams / DOLF & Weird Genius featuring Rochelle
- Waiting / Yellow Claw featuring Rochelle